# Hopewell Centre
Das Hopewell Centre ist ein Wolkenkratzer in der chinesischen Sonderverwaltungszone Hongkong.

## Beschreibung
1980 wurde das Hopewell Centre eröffnet. Mit 222 Metern Höhe war es für immerhin zehn Jahre das höchste Gebäude Chinas und löste in dieser Hinsicht das Jardine House ab.
Ist es auch bei weitem nicht mehr das höchste Gebäude Hongkongs, so fällt es noch heute durch seine zylindrische Form auf.
1994 plante Hopewell Holdings einen zweiten Bau mit dem Namen Hopewell Centre II. Dieser sollte nach ursprünglichen Plänen 93 Stockwerke hoch werden. 2008 wurde der Plan überarbeitet und enthielt fortan 55 Etagen. Es kam 2012 zur Aufnahme der Bauarbeiten, jedoch seither nie zu weiterer Bautätigkeiten.
Die Anschrift des Hopewell Centre lautet 183 Queen’s Road, Wan Chai.